# Guadua chacoensis
Guadua chacoensis, llamada comúnmente tacuaruzú o tacuara brava, es una especie botánica de la subfamilia de las poáceas (gramíneas) Bambusoideae, que tiene su hábitat en las orillas de los ríos de las selvas tropicales y subtropicales del distrito fitogeográfico de las selvas mixtas de la provincia fitogeográfica paranaense.

## Distribución
Es propia de las selvas del sudeste del Brasil, zonas del chaco de Bolivia, Paraguay oriental y central, el noreste de la Argentina y el extremo noroeste del Uruguay.
- En el Brasil se distribuye en los estados de Mato Grosso do Sul, Paraná, Santa Catarina, y Río Grande del Sur.
- En el Paraguay habita la mayor parte de los departamentos, tales como Caazapá, Central, Guairá, y San Pedro.. Se hace presente en el valle del Alto Paraná y sus tributarios; además, se encuentra a lo largo del río Jejuí Guasu, Ypané y otros cursos fluviales de la cuenca del río Paraguay. Este habita en casi toda la región paraguaya

- En el Uruguay habita en el Departamento de Artigas.
- En la Argentina habita las costas de los grandes ríos de las provincias del nordeste, en el este de Formosa, de Chaco, el nordeste de Santa Fe (muy abundante en el Sitio Ramsar Jaaukanigas), gran parte de Corrientes, y Misiones, hasta el nordeste de Entre Ríos.[2]
- En Bolivia, se encuentra  a lo largo del arqueo sub-andino desde la frontera con Perú hasta  la de Argentina (el bosquet tucuman) desde 500 metros de altura hasta 170m, hasta los llanos del béni o de Santa Cruz y de Pando, y Chaparé.

## Descripción
Planta rizomatosa, perenne, erecta en la base. Cañas de 6 a 20 m de altura (raramente 30 m). Su diámetro máximo es de 20 cm. Láminas foliares linear-lanceoladas.
Florece una sola vez en su vida. 
Prefiere suelos areno-limosos, arcillosos, profundos; con una temperatura media anual de entre 18 y 28 Cº, una precipitación superior a 1200 mm y una humedad relativa de al menos el 80 %.

## Ecología
Los tallos forman matorrales y manchas en suelos húmedos de las orillas de ríos y demás áreas bajas y húmedas.  

## Nombres comunes
- Paraguay: tacuarusu
- Argentina y Uruguay: tacuaruzú, tacuara brava
- Brasil: taquaruçu

## Usos
Se la corta a los 4 a 5 años de plantada. 
Se la emplea en construcciones; protección de cuencas y riberas de ríos y de quebradas; elaboración de muebles y de artesanías; fabricación de laminados, aglomerados, parqué; fijador temporario de dióxido de carbono. 
Los trozos con un nudo en la base sirven como vasija para líquidos y sólidos. Los entrenudos contienen agua pura que se puede tomar en el bosque. De las ramitas se fabrican escobas.